# Bernt Jansen
Bernt Jansen (* 27. Juli 1949 in Meppen) ist ein ehemaliger deutscher Tischtennisspieler.

## Werdegang
Zwischen 1967 und 1976 bestritt Jansen 38 Länderspiele. Seine größten Erfolge feierte er in den 60er Jahren. Allerdings stand er damals im Schatten von Eberhard Schöler. Bereits 1968 wurde er bei der deutschen Meisterschaft Zweiter hinter Schöler. 1969 stand er in Hagen im Endspiel gegen Schöler. Vor 2.400 Zuschauern führte Jansen im entscheidenden 5. Satz bereits 20:15, vergab aber alle 5 Matchbälle und verlor in der Verlängerung mit 24:22. Im Doppel wurde er dreimal deutscher Meister. 1968 und 1969 mit seinem Osnabrücker Vereinskameraden Hans Micheiloff, 1977 mit Wilfried Lieck.
Ein paar Monate später erreichte Jansen mit der deutschen Nationalmannschaft bei der Weltmeisterschaft in München das Endspiel. Jansen siegte gegen den amtierenden Weltmeister Nobuhiko Hasegawa, dennoch ging das Spiel gegen Japan mit 3:5 verloren. Für diesen Erfolg erhielten die Spieler – Eberhard Schöler, Wilfried Lieck und Bernt Jansen – das Silberne Lorbeerblatt.
1991 beendete Jansen seine Laufbahn als Leistungssportler.

## Privat
Jansen absolvierte eine Ausbildung als Verlagskaufmann. Seit 1990 arbeitet er als Großkundenrepräsentant für die Firma Konica. Er hat einen Bruder namens Klaus. Mit Ehefrau Jutta hat er zwei Söhne. 

## Vereine
- 1964 – 1966 Osnabrücker TB
- 1966 – 1970 VFL Osnabrück (Bundesliga)
- 1970 – 1972 Hertha BSC (Oberliga)
- 1972 – 1974 Mettmanner TV
- 1974 – 1976 Hertha BSC
- 1976 – 1977 TTC Grünweiß Bad Hamm
- 1977 – 1984 Hertha BSC
- 1984 – 1985 TuS Vahr-Bremen
- 1985 – 1988 Tennis Borussia Berlin
- 1988 – 1990 Hertha BSC
- 1991 – 1999 Tennis Borussia Berlin
- 1999 – ???? Hertha BSC
- Seit 2006 Osnabrücker SC

## Erfolge
- Weltmeisterschaften
  - 1967 in Stockholm: 4. Platz mit Team
  - 1969 in München: Viertelfinale im Doppel (mit Hans Micheiloff), 2. Platz mit Team
  - 1971 in Nagoya: Achtelfinale im Doppel (mit Klaus Schmittinger), 6. Platz mit Team

- Europameisterschaften
  - 1968 in Lyon: 8. Platz mit Team

- Nationale deutsche Meisterschaften
  - 1968 in Böblingen: 2. Platz Einzel, 1. Platz Doppel (mit Hans Micheiloff), 3. Platz Mixed (mit Brigitte Scharmacher)
  - 1969 in Hagen: 2. Platz Einzel, 1. Platz Doppel (mit Hans Micheiloff)
  - 1971 in Hannover: 4. Platz Einzel, 3. Platz Mixed (mit Annegret Steffien)
  - 1972 in Karlsruhe: 4. Platz Mixed (mit Jutta Trapp)
  - 1973 in München: 3. Platz Doppel (mit Hans Micheiloff)
  - 1976 in Essen: 3. Platz Einzel
  - 1977 in Berlin: 1. Platz Doppel (mit Wilfried Lieck)
  - 1978 in Lübeck: 3. Platz Doppel (mit Wilfried Lieck)

- Internationale Meisterschaften
  - 1968 Niederlande: 2. Platz Doppel

- Bundesranglistenturniere
  - 1967 in Hagen: 4. Platz
  - 1968 in Saarbrücken: 4. Platz
  - 1970 in Augsburg: 4. Platz
  - 1971 in Duisburg: 1. Platz

- Deutsche Mannschaftsmeisterschaften
  - 1967: 3. Platz mit VfL Osnabrück
  - 1968: 1. Platz mit VfL Osnabrück
  - 1969: 3. Platz mit VfL Osnabrück
  - 1970: 3. Platz mit VfL Osnabrück

- Deutsche Pokalmeisterschaften
  - 1967 in Augsburg: 2. Platz mit VfL Osnabrück
  - 1968 in Frechen: 3. Platz mit VfL Osnabrück
  - 1969 in Osnabrück: 1. Platz mit VfL Osnabrück
  - 1970 in Düsseldorf: 2. Platz mit VfL Osnabrück
  - 1972 in Stadthagen: 2. Platz mit Hertha BSC
  - 1975 in Bad Segeberg: 4. Platz mit Hertha BSC
  - 1976 in Löhne: 2. Platz mit Hertha BSC

- Deutschlandpokal
  - 1969 in Osnabrück: 1. Platz mit Niedersachsen

- Nationale deutsche Meisterschaften der Jugend
  - 1965 in Wiesloch: 2. Platz im Einzel
  - 1966 in Frankfurt/Main: 1. Platz im Einzel, 1. Platz Doppel (mit Horst Giehsel)
  - 1967 in Augsburg: 2. Platz im Einzel, 1. Platz Doppel (mit Hermann Augustin), 1. Platz Mixed (mit Brigitte Scharmacher)

## Turnierergebnisse
| Verband | Veranstaltung     | Jahr | Ort       | Land | Einzel     | Doppel        | Mixed      | Team |
| ------- | ----------------- | ---- | --------- | ---- | ---------- | ------------- | ---------- | ---- |
| FRG     | Weltmeisterschaft | 1971 | Nagoya    | JPN  | letzte 32  | letzte 16     | letzte 64  | 6    |
| FRG     | Weltmeisterschaft | 1969 | München   | FRG  | letzte 64  | Viertelfinale | letzte 64  | 2    |
| FRG     | Weltmeisterschaft | 1967 | Stockholm | SWE  | letzte 128 | letzte 64     | letzte 128 | 4    |